# Roberto Baronio
Roberto Baronio (Manerbio, 11 dicembre 1977) è un allenatore di calcio ed ex calciatore italiano, di ruolo centrocampista, tecnico in seconda dello United FC.

## Biografia
Sposato con Ezia, conosciuta a Reggio Calabria durante la militanza nella Reggina, da lei ha avuto due figli nati rispettivamente nel 2002 e nel 2008.

## Carriera

### Giocatore

#### Club
Dopo aver mosso i primi passi nella Voluntas ed essere cresciuto nella squadra della città della sua provincia, il Brescia, esordisce in Serie A ancora diciassettenne il 23 aprile 1995 contro il Bari. Acquistato nel 1996 dalla Lazio per 6,5 di miliardi di lire, viene ceduto in prestito al Vicenza l'anno successivo, dove non trova un posto da titolare.

Baronio (a destra) in azione con il Vicenza nella finale della Supercoppa italiana 1997, alle prese con lo juventino Birindelli.

Tornato nella capitale, viene ceduto in comproprietà alla Reggina per 2,5 miliardi di lire, dove gioca in coppia con Andrea Pirlo, e ottiene la salvezza con gli amaranto. A fine stagione viene riscattato dalla Lazio per 10 miliardi di lire e viene mandato in prestito alla Fiorentina per permettergli di maturare ulteriormente.
Nel 2002-2003 passa al Perugia di Serse Cosmi. L'anno successivo passa al Chievo di Luigi Delneri dove gioca due stagioni con continuità ad alti livelli tanto da meritare la convocazione in nazionale maggiore durante la tournée estiva del 2005. Dopo essere tornato nuovamente alla Lazio, gioca il girone di ritorno della stagione 2005-2006 nell'Udinese. Al termine della stagione torna alla Lazio per tentare di conquistare il posto di regista lasciato libero da Liverani, ma Ledesma si dimostra più valido nel suo stesso ruolo, costringendolo ancora nel ruolo di riserva.
Il 1º settembre 2008 è tornato a far parte della rosa del Brescia. Nella città lombarda Baronio gioca quasi sempre titolare segnando 2 gol, con il Brescia che conclude il campionato al quarto posto, guadagnandosi il diritto di disputare i play-off per la Serie A, terminati con la sconfitta in finale contro il Livorno. Terminata la stagione, rientra ancora una volta a Roma.
Nell'estate del 2009, a Pechino è schierato titolare dal neotecnico Ballardini nella partita di Supercoppa italiana vinta contro l'Inter per 2-1. In Serie A gioca da titolare a lungo ma con l'arrivo di Reja al posto di Ballardini si ritrova ancora a fare la riserva a Ledesma appena reintegrato in squadra, chiudendo il campionato con 24 presenze e lo svincolo. In sei anni complessivi in maglia biancoceleste (cinque stagioni intere e due giocate per metà) gioca in totale 84 partite di campionato, senza tuttavia riuscire a ritagliarsi un ruolo da protagonista, per via di numerosi guai fisici e della costante presenza di altri giocatori nel suo ruolo. Lascia la Lazio dopo 114 presenze, 3 gol e quattro titoli conquistati in varie parentesi tra il 1996 e il 2010.
Il 13 settembre 2010 firma un contratto annuale con l'Atletico Roma, militante in Lega Pro Prima Divisione. Alla fine della stagione, dopo il fallimento della società, resta svincolato.

#### Nazionale
Ha iniziato a vestire la maglia azzurra nelle rappresentative giovanili Under-17 e Under-18, fino ad affermarsi nella Under 21 di cui veste stabilmente la maglia dal 1995 al 2000. Nel 1997 ha fatto parte della rappresentativa Under-23 che ha vinto i Giochi del Mediterraneo. Nel 2000 ha vinto, con l'Under 21 guidata da Marco Tardelli, il Campionato europeo di categoria.
Esordisce in nazionale maggiore alla prima convocazione l'11 giugno 2005, durante la tournée estiva negli Stati Uniti agli ordini di Marcello Lippi, nella gara pareggiata 1-1 contro l'Ecuador, in quella che rimane la sua unica presenza ufficiale, nonostante altre due convocazioni.

### Allenatore
Dall'estate del 2012 diventa allenatore nel settore giovanile della società dilettantistica laziale del Futbolclub.
Il 23 aprile 2013 viene deferito dalla Procura federale della FIGC per un duro tweet postato il precedente 3 febbraio nei confronti del giocatore del Genoa (ed ex Lazio) Francelino Matuzalem, il quale quel giorno con un rude intervento provocò un grave infortunio a Cristian Brocchi; i due si chiarirono poi telefonicamente.
Nel 2014-2015 frequenta a Coverciano il corso di abilitazione per il master di allenatori professionisti Prima Categoria-Uefa Pro.
Il 10 luglio 2015 viene nominato come allenatore della Nazionale italiana Under-18, nonché vice-allenatore della Nazionale Under-19 di Paolo Vanoli. Il 29 luglio 2016 viene nominato tecnico dell’Under-19 in sostituzione del dimissionario Paolo Vanoli. Dopo aver fallito la qualificazione per l'Europeo in Georgia, il 22 maggio 2017 lascia l'incarico, con il desiderio di allenare in futuro una squadra Primavera.
Il 18 giugno viene ingaggiato dal Brescia proprio per guidare la squadra giovanile del club lombardo. Il 10 maggio 2018 rescinde anticipatamente il contratto con le Rondinelle. Il 21 luglio dello stesso anno diventa tecnico della squadra Primavera del Napoli. Al primo anno arriva decimo in campionato venendo poi esonerato nel corso della stagione successiva, il 21 gennaio 2020, con la squadra all'ultimo posto.
Il 23 agosto 2020 entra nello staff dell'ex compagno di squadra Andrea Pirlo, allenatore della Juventus, in qualità di collaboratore tecnico. Dopo un anno d'inattività, il 12 giugno 2022 segue Pirlo come suo vice al Fatih Karagümrük, club turco militante in Süper Lig; vi rimane fino al 24 maggio 2023 quando, a tre giornate dal termine, il tecnico bresciano risolve il proprio contratto col club e così tutto il suo staff.
Il 29 giugno seguente segue ancora Pirlo, stavolta alla Sampdoria. Lascia Genova nell'agosto 2024, dopo l'esonero di Pirlo.

### Dopo il ritiro
Fa il suo esordio da telecronista per l'emittente Sky Sport in occasione della gara di campionato fra Chievo e Catania del 7 aprile 2012.

## Statistiche

### Presenze e reti nei club
| Stagione        | Squadra         | Campionato      | Campionato | Campionato | Coppe nazionali | Coppe nazionali | Coppe nazionali | Coppe continentali | Coppe continentali | Coppe continentali | Altre coppe | Altre coppe | Altre coppe | Totale | Totale |
| Stagione        | Squadra         | Comp            | Pres       | Reti       | Comp            | Pres            | Reti            | Comp               | Pres               | Reti               | Comp        | Pres        | Reti        | Pres   | Reti   |
| --------------- | --------------- | --------------- | ---------- | ---------- | --------------- | --------------- | --------------- | ------------------ | ------------------ | ------------------ | ----------- | ----------- | ----------- | ------ | ------ |
| 1994-1995       | Brescia         | A               | 5          | 0          | CI              | 0               | 0               | -                  | -                  | -                  | -           | -           | -           | 5      | 0      |
| 1995-1996       | Brescia         | B               | 28         | 1          | CI              | 0               | 0               | -                  | -                  | -                  | -           | -           | -           | 28     | 1      |
| 1996-1997       | Lazio           | A               | 15         | 0          | CI              | 2               | 0               | CU                 | 1                  | 0                  | -           | -           | -           | 18     | 0      |
| 1997-1998       | Vicenza         | A               | 13         | 0          | CI              | 0               | 0               | CdC                | 2                  | 0                  | SI          | 1           | 0           | 16     | 0      |
| 1998-1999       | Lazio           | A               | 7          | 0          | CI              | 3               | 0               | CdC                | 4                  | 0                  | SI          | 0           | 0           | 14     | 0      |
| 1999-2000       | Reggina         | A               | 31         | 3          | CI              | 0               | 0               | -                  | -                  | -                  | -           | -           | -           | 31     | 3      |
| 2000-2001       | Lazio           | A               | 12         | 0          | CI              | 1               | 0               | UCL                | 7                  | 1                  | SI          | 0           | 0           | 20     | 1      |
| 2001-2002       | Fiorentina      | A               | 21         | 1          | CI              | 0               | 0               | CU                 | 5                  | 0                  | SI          | 1           | 0           | 27     | 1      |
| 2002-2003       | Perugia         | A               | 11         | 0          | CI              | 2               | 0               | Int                | 0                  | 0                  | -           | -           | -           | 14     | 0      |
| 2003-2004       | Chievo          | A               | 21         | 0          | CI              | 1               | 0               | -                  | -                  | -                  | -           | -           | -           | 22     | 0      |
| 2004-2005       | Chievo          | A               | 29         | 1          | CI              | 0               | 0               | -                  | -                  | -                  | -           | -           | -           | 29     | 1      |
| Totale Chievo   | Totale Chievo   | Totale Chievo   | 50         | 1          |                 | 1               | 0               |                    | -                  | -                  |             | -           | -           | 51     | 1      |
| 2005-gen. 2006  | Lazio           | A               | 7          | 0          | CI              | 2               | 0               | Int                | 0                  | 0                  | -           | -           | -           | 9      | 0      |
| gen. -giu. 2006 | Udinese         | A               | 10         | 0          | CI              | 4               | 0               | CU                 | 4                  | 0                  | -           | -           | -           | 18     | 0      |
| 2006-2007       | Lazio           | A               | 11         | 0          | CI              | 0               | 0               | -                  | -                  | -                  | -           | -           | -           | 11     | 0      |
| 2007-2008       | Lazio           | A               | 8          | 0          | CI              | 1               | 1               | UCL                | 1                  | 0                  | -           | -           | -           | 10     | 1      |
| 2008-2009       | Brescia         | B               | 29+2       | 2+1        | CI              | 0               | 0               | -                  | -                  | -                  | -           | -           | -           | 31     | 3      |
| Totale Brescia  | Totale Brescia  | Totale Brescia  | 62+2       | 3+1        |                 | 0               | 0               |                    | -                  | -                  |             | -           | -           | 64     | 4      |
| 2009-2010       | Lazio           | A               | 24         | 0          | CI              | 1               | 0               | UEL                | 7                  | 0                  | SI          | 1           | 0           | 33     | 0      |
| Totale Lazio    | Totale Lazio    | Totale Lazio    | 84         | 0          |                 | 10              | 1               |                    | 20                 | 1                  |             | 1           | 0           | 115    | 2      |
| 2010-2011       | Atletico Roma   | 1D              | 17+4       | 1+0        | CI+CI-LP        | 0               | 0               | -                  | -                  | -                  | -           | -           | -           | 21     | 1      |
| Totale carriera | Totale carriera | Totale carriera | 299+6      | 9+5        |                 | 17              | 1               |                    | 19                 | 1                  |             | 3           | 0           | 340    | 13     |

### Cronologia presenze e reti in nazionale
| Cronologia completa delle presenze e delle reti in nazionale ― Italia | Cronologia completa delle presenze e delle reti in nazionale ― Italia | Cronologia completa delle presenze e delle reti in nazionale ― Italia | Cronologia completa delle presenze e delle reti in nazionale ― Italia | Cronologia completa delle presenze e delle reti in nazionale ― Italia | Cronologia completa delle presenze e delle reti in nazionale ― Italia | Cronologia completa delle presenze e delle reti in nazionale ― Italia | Cronologia completa delle presenze e delle reti in nazionale ― Italia |
| Data                                                                  | Città                                                                 | In casa                                                               | Risultato                                                             | Ospiti                                                                | Competizione                                                          | Reti                                                                  | Note                                                                  |
| --------------------------------------------------------------------- | --------------------------------------------------------------------- | --------------------------------------------------------------------- | --------------------------------------------------------------------- | --------------------------------------------------------------------- | --------------------------------------------------------------------- | --------------------------------------------------------------------- | --------------------------------------------------------------------- |
| 11-6-2005                                                             | East Rutherford                                                       | Italia                                                                | 1 – 1                                                                 | Ecuador                                                               | Amichevole                                                            | -                                                                     | 46’                                                                   |
| Totale                                                                |                                                                       | Presenze                                                              | 1                                                                     |                                                                       | Reti                                                                  | 0                                                                     |                                                                       |

### Statistiche da allenatore

#### Nazionale
| Squadra     | Naz               | dal            | al             | Record | Record | Record | Record     | Record | Record | Record | Record |
| G           | V                 | N              | P              | GF     | GS     | DR     | % Vittorie |        |        |        |        |
| ----------- | ----------------- | -------------- | -------------- | ------ | ------ | ------ | ---------- | ------ | ------ | ------ | ------ |
| Italia U-18 | Italia (bandiera) | 11 luglio 2015 | 30 giugno 2016 | 8      | 2      | 2      | 4          | 13     | 10     | +3     | 25,00  |
| Italia U-19 | Italia (bandiera) | 1º luglio 2016 | 30 giugno 2017 | 15     | 4      | 4      | 7          | 17     | 21     | −4     | 26,67  |
| Totale      | Totale            | Totale         | Totale         | 23     | 6      | 6      | 11         | 30     | 31     | −1     | 26,09  |

## Palmarès

### Giocatore

#### Club

##### Competizioni giovanili
- Torneo di Viareggio: 1

Brescia: 1996

##### Competizioni nazionali
- Supercoppa italiana: 3

Lazio: 1998, 2000, 2009

##### Competizioni internazionali
- Coppa delle Coppe: 1

Lazio: 1998-1999

#### Nazionale
- Giochi del Mediterraneo: 1

Bari 1997
- Campionato d'Europa Under-21: 1

2000

#### Individuale
- Oscar del calcio AIC: 1

Miglior giovane: 2000